# Boston Society of Film Critics Award per il miglior attore non protagonista
Il Boston Society of Film Critics Award per il miglior attore non protagonista (BSFC Award for Best Supporting Actor) è un premio assegnato annualmente dal 1980 dai membri del Boston Society of Film Critics al miglior interprete maschile non protagonista di un film distribuito negli Stati Uniti nel corso dell'anno.

## Albo d'oro

### Anni 1980
- 1980: Jason Robards - Una volta ho incontrato un miliardario (Melvin and Howard)
- 1981: Jack Nicholson - Reds
- 1982: Mickey Rourke - A cena con gli amici (Diner)
- 1983: Jack Nicholson - Voglia di tenerezza (Terms of Endearment)
- 1984: John Malkovich - Urla del silenzio (The Killing Fields) e Le stagioni del cuore (Places in the Heart)
- 1985: Ian Holm - Il mistero di Wetherby (Wetherby), Brazil, Ballando con uno sconosciuto (Dance with a Stranger) e Dreamchild
- 1986: 
  - Dennis Hopper - Velluto blu (Blue Velvet)
  - Ray Liotta - Qualcosa di travolgente (Something Wild)
- 1987: R. Lee Ermey - Full Metal Jacket
- 1988: Dean Stockwell - Una vedova allegra... ma non troppo (Married to the Mob) e Tucker - Un uomo e il suo sogno (Tucker: The Man and His Dream)
- 1989: Danny Aiello - Fa' la cosa giusta (Do the Right Thing)

### Anni 1990
- 1990: Joe Pesci - Quei bravi ragazzi (Goodfellas)
- 1991: Anthony Hopkins - Il silenzio degli innocenti (The Silence of the Lambs)
- 1992: Gene Hackman - Gli spietati (Unforgiven)
- 1993: Ralph Fiennes - Schindler's List - La lista di Schindler (Schindler's List)
- 1994: Martin Landau - Ed Wood
- 1995: Kevin Spacey - I soliti sospetti (The Usual Suspects)
- 1996: Edward Norton - Larry Flynt - Oltre lo scandalo (The People vs. Larry Flynt), Schegge di paura (Primal Fear) e Tutti dicono I Love You (Everyone Says I Love You)
- 1997: Kevin Spacey - L.A. Confidential
- 1998: 
  - William H. Macy - Pleasantville, A Civil Action e Psycho
  - Billy Bob Thornton - Soldi sporchi (A Simple Plan)
- 1999: Christopher Plummer - Insider - Dietro la verità (The Insider)

### Anni 2000
- 2000: Fred Willard - Campioni di razza (Best in Show)
- 2001: Ben Kingsley - Sexy Beast - L'ultimo colpo della bestia (Sexy Beast)
- 2002: Alan Arkin - Tredici variazioni sul tema (Thirteen Conversations About One Thing)
- 2003: Peter Sarsgaard - L'inventore di favole (Shattered Glass)
- 2004: Thomas Haden Church - Sideways - In viaggio con Jack (Sideways)
- 2005: Paul Giamatti - Cinderella Man - Una ragione per lottare (Cinderella Man)
- 2006: Mark Wahlberg - The Departed - Il bene e il male (The Departed)
- 2007: Javier Bardem - Non è un paese per vecchi (No Country for Old Men)
- 2008: Heath Ledger - Il cavaliere oscuro (The Dark Knight)
- 2009: Christoph Waltz - Bastardi senza gloria (Inglourious Basterds)

### Anni 2010
- 2010: Christian Bale - The Fighter
- 2011: Albert Brooks - Drive
- 2012: Ezra Miller - Noi siamo infinito (The Perks of Being a Wallflower)
- 2013: James Gandolfini - Non dico altro (Enough Said) (postumo)
- 2014: J. K. Simmons - Whiplash
- 2015: Mark Rylance - Il ponte delle spie (Bridge of Spies)
- 2016: Mahershala Ali - Moonlight
- 2017: Willem Dafoe - Un sogno chiamato Florida (The Florida Project)
- 2018: Richard E. Grant - Copia originale (Can You Ever Forgive Me?)
- 2019: Brad Pitt - C'era una volta a... Hollywood (Once Upon a Time... in Hollywood)

### Anni 2020
- 2020: Paul Raci - Sound of Metal
- 2021: Troy Kotsur - I segni del cuore (CODA)[2][3]
- 2022: Jonathan Ke Quan – Everything Everywhere All at Once[4][5][6]
- 2023: Ryan Gosling – Barbie[7][8]
- 2024: Edward Norton – A Complete Unknown